# Bastian Sens

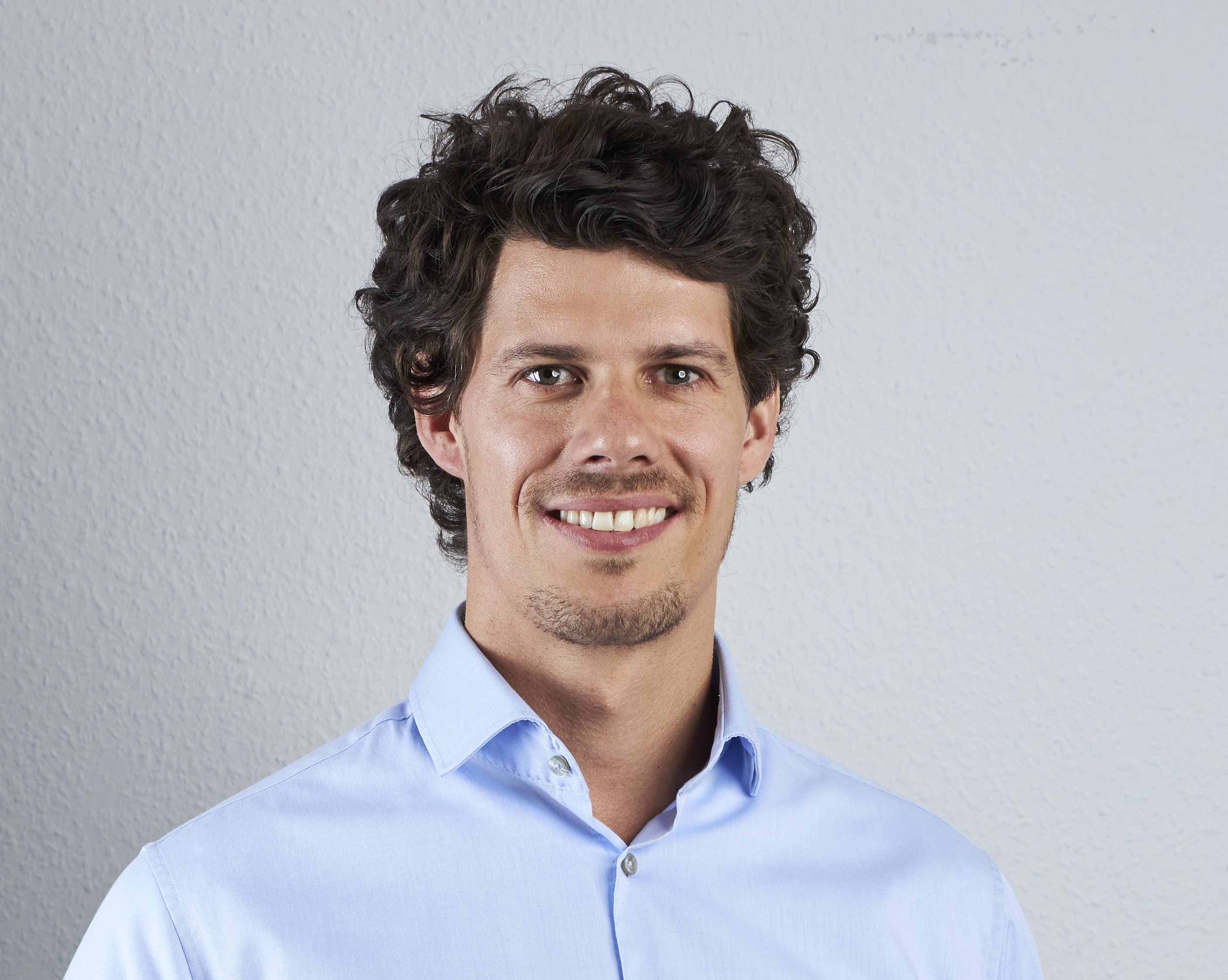
Bastian Sens

Bastian Sens (* 23. Januar 1985 in Leverkusen) ist ein deutscher Sachbuchautor. 
Sens studierte von 2005 bis 2009 Industriemanagement an der Europäischen Fachhochschule Rhein/Erft in Brühl und machte sich anschließend mit einem Marketingunternehmen selbstständig. Von 2019 bis ca. 2023 war er Dozent für Online-Marketing an der Hochschule für Medien, Kommunikation und Wirtschaft (HMKW) in Köln.

## Publikationen
- Sens (2020): Das SEO-Cockpit, Springer Gabler ISBN 978-3658294939 (1. Auflage 2018 unter dem Titel Suchmaschinenoptimierung)
- Sens (2019): Das Online-Marketing-Cockpit, Springer Gabler ISBN 978-3658236144
- Sens (2017): Schluss mit 08/15-Websites, Springer Gabler ISBN 978-3658164959

## Einzelbelege
1. ↑  Bastian Sens. In: HMKW Hochschule für Medien, Kommunikation und Wirtschaft. Archiviert vom Original (nicht mehr online verfügbar) am 27. Dezember 2019; abgerufen am 17. Oktober 2024.
2. ↑  Bastian Sens. In: HMKW Hochschule für Medien, Kommunikation und Wirtschaft. Archiviert vom Original (nicht mehr online verfügbar) am 8. Dezember 2023; abgerufen am 17. Oktober 2024.

| Personendaten    | Personendaten                                   |
| ---------------- | ----------------------------------------------- |
| NAME             | Sens, Bastian                                   |
| KURZBESCHREIBUNG | deutscher Autor, Unternehmer und Vortragsredner |
| GEBURTSDATUM     | 23. Januar 1985                                 |
| GEBURTSORT       | Leverkusen                                      |